# 木偶海绵虫
木偶海绵虫（学名：Spongocore puella）为海绵虫科木偶海绵虫属的动物。分布于南太平洋，包括东海等海域。